# Rokhaya Niang
Pour les articles homonymes, voir Niang.
Rokhaya Niang née en 1978 à Dakar, est une actrice sénégalaise.

## Biographie

### Éducation et débuts
Née à Dakar, dans le quartier Front de terre, elle commence à jouer au cinéma en 1999 et décroche son premier rôle dans [
le film sénégalais Le Prix du pardon, réalisé par Mansour Sora Wade en 2002. Il s'ensuit Madame Brouette, réalisé par Moussa Sène Absa en 2004.

### Carrière
En 2002 elle a joué le rôle de Maxoye dans le film Le Prix de pardon, puis en 2004 elle enchaîne avec Madame Brouette dans le rôle de Matti ; En 2007, elle joue le rôle de Rokhaya, la sœur de Dick (Madické), dans le long métrage Téranga Blues de Moussa Sène Absa, sélection FESPACO 2007 et le dernier auquel elle a participé est sorti en 2011 Un pas en avant - Les dessous de la corruption.
En 2020, elle joue le rôle de Boris Coulibaly dans la série L'or de Ninki Nanka, une production de Marodi TV.
À son actif, une vingtaine de films et une trentaine de festivals internationaux. Elle est Chevalier de l'Ordre national du Lion du Sénégal, membre du conseil d’administration de la Société Sénégalaise des Droits d’Auteurs et des droits Voisins (SODAV), vice-présidente du Festival Film Femme Afrique et co-présidente de Dakar Series.

### Vie privée
Rokhaya Niang a épousé Assane Loum, frère de son défunt mari, un émigré résidant en Espagne par l'entremise de leur famille,. Leur mariage traditionnel a été célébré le 22 décembre 2011. Cependant, ils n'ont malheureusement pas officialisé leur union par un mariage civil.
Pendant plusieurs années, Assane Loum retournait régulièrement au Sénégal pour prendre soin de sa femme et profiter de leur mariage ainsi que de leur unique enfant. Cependant, avec le temps, la situation s'est détériorée. Assane a cessé de venir au Sénégal et a même interrompu toute communication, y compris par téléphone. Rokhaya n'a pas apprécié cette attitude, ce qui a conduit à leur divorce. Elle s'est alors remariée. Ce qui a poussé son ex-mari à porter plainte pour bigamie.
Devant le tribunal, Rokhaya a détaillé les moyens utilisés par Assane Loum pour parvenir à ses fins, affirmant qu'il avait déployé de grands efforts pour qu'elle accepte le mariage. Elle a soutenu que si son ex-mari en était arrivé à porter plainte, c'était uniquement par jalousie.
L'affaire a été mise en délibéré pour le 12 avril 2016.

## Filmographie

### Cinéma
- 2002 : Le Prix du pardon ; rôle de Maxoye ;  réalisé par Mansour Sora Wade
- 2004 : Madame Brouette ; rôle de Mati ; réalisé par Moussa Sène Absa
- 2006 : Téranga Blues ; rôle de Rokhaya ; réalisé par Moussa Sène Absa
- 2010 : Erotic Man
- 2011 : Ramata
- 2011 : Un pas en avant - Les dessous de la corruption
- 2012 : Accusé de réception
- 2013 : Le droit chemin
- 2013 : Dakar Trottoirs
- 2013 : Sotto Voce ; réalisé par Kamal Kamal
- 2015 : Muruna
- 2017 : La forêt du Niolo
- 2018 : Sélbé
- 2019 : Un ange
- 2022 : Xalé, les Blessures de l'enfance de Moussa Sène Absa
- 2023 : Métissage

### Télévision
- 2017 : Aïssa ; rôle de Clotilde ; Patou Films Productions[11],[12]
- 2020 : L'or de Ninki Nanka ; rôle de Boris ; Marodi TV

## Distinctions
- Meilleure actrice au festival de Namur et de Carthage pour Madame brouette[13].
- Meilleure actrice en 2004 aux Journées Cinématographiques de Carthage (Tunisie) [14].
- consécration aux African Movie Academy Awards (AMAA) en 2023.[15]